# Trichacis quadriclava
Trichacis quadriclava is een vliesvleugelig insect uit de familie van de Platygastridae. De wetenschappelijke naam van de soort is voor het eerst geldig gepubliceerd in 1981 door Szabó.